# Isa Forever
Isa Forever es la segunda gira musical de los cantantes y actores venezolanos María Gabriela de Faría y Reinaldo Zavarce. Se basó en los temas interpretados por los personajes de Isa y Alex, de la serie de Nickelodeon Isa TKM e Isa TK+. Las presentaciones empezaron en abril de 2011, visitando diversas ciudades en Brasil. El tour fue realizado por N.A.S.D. Entretenimiento, Partner Produçoes, Malab, Lucs, apoyado por Nickelodeon y patrocinado por la radio B.H.F.M.
Quedó bajo el nombre de María Gabriela de Faria y Reinaldo Zavarce. Junto a ellos también se promocionó el primer álbum de la banda Panorama Express (en la que Zavarce formaba parte). Por lo tanto, Isa Forever se convirtió en la primera gira de la banda.
Se anunció en marzo de 2011 que el tour era una despedida del fenómeno internacional de Isa TKM y la bienvenida a la banda Panorama Express. Las presentaciones se realizaron en las ciudades de Belo Horizonte, São Paulo y Río de Janeiro.

## Antecedentes
María Gabriela es una cantante y actriz que protagonizó la serie original de Nickelodeon Isa TKM como Isabella Pasquali junto a Reinaldo Zavarce como Alex. A través de la serie de televisión, De Faria y Zavarce desarrollaron fama internacional y calificaron como «ídolos adolescentes». Grabaron las bandas sonoras Isa TKM y Sigo al corazón, lanzados en 2009. Para promocionar los álbumes, De Faria y Zavarce realizaron su primer tour, Ven A Bailar (2009-2010) junto con sus compañeros de reparto. La gira Ven A Bailar se presentó en países como Venezuela, Colombia, Brasil y Perú. Al terminar la franquicia el 26 de marzo de 2010 todo el reparto fue por caminos distintos con diferentes proyectos.
En enero de 2011, Reinaldo Zavarce comentó que tenía planeado formar parte de una banda, esta sería Panorama Express (conformada por Zavarce, Manuel Escobar, Juan Camilo Novoa, Miguel Álvarez y Juan Nicolás García). El 7 de febrero de 2011, Zavarce y sus compañeros empezaron a producir su primer álbum, que estaría en español e portugués; en febrero se grabó el sencillo «Voy donde estés». El disco terminó de ser grabado el 16 de febrero de 2011. El videoclip del sencillo «Voy donde estés» / «Vou Por Você» fue grabado en Bogotá, Colombia cerca del Virrey y en LOV el 26 y 27 de febrero. Mientras tanto, De Faria realizaba campañas publicitarias defensoras de los derechos animales y se asoció con «Perrito Callejero» y «Gatito Callejero» de Venezuela. En febrero de 2011 empezaron los ensayos del tour pero nada se había confirmado oficialmente hasta marzo. A partir de ese mes, en las cuentas de Twitter oficiales de los artistas se anunciaron las fechas de los conciertos de Isa Forever en Brasil. El 11 de abril de 2011 se estrenó en Nickelodeon Brasil el videoclip «Vou Por Você» y el 25 de abril de 2011 se estrenó el de su versión en español, «Voy donde estés», a través de Nickelodeon Latinoamérica.

### Entradas
Las entradas a los conciertos en Brasil fueron vendidas en Ingreso Rápido y en Tickets For Fun. La mayoría de las entradas se agotaron en menos de una semana demostrando que aunque la serie de televisión haya terminado, el público juvenil aún seguía admirando a De Faria y Zavarce como artistas.

## Lista de canciones
Zavarce y De Faria interpretaron solos de los álbumes Isa TKM  y Sigo al corazón de las series Isa TKM e Isa TK+.
1. Tengo tu amor
2. Te habla mi corazón
3. Debía ser amor
4. Para mi
5. Bravo

## Fechas y presentaciones
Belo Horizonte:
- Fecha: 15 de abril de 2011

- Lugar: Chevrolet Hall[12]

São Paulo:
- Fecha: 16 de abril de 2011
- Lugar: HSBC Brasil[12]

Rio de Janeiro:
- Fecha: 17 de abril de 2011
- Lugar: Vivo Rio[12]